# Xarxet de front boterut
El xarxet de front boterut (Anas gibberifrons) és una espècie d'ocell de la família dels anàtids (Anatidae), que habita aiguamolls i llacs d'Indonèsia, a Sumatra, Java, Sulawesi i illes properes, illes Sula i illes menors de la Sonda, cap a l'est, fins Wetar i l'illa de Timor.

## Descripció
És un ànec petit, de color marró apagat, amb ulls vermell robí. També cal destacar el front arrodonit amb una protuberància notable i pegats alars verds i blancs brillants. Es troba en hàbitats d'aigua dolça, salobre i ocasionalment marins; s'alimenta principalment cabussejant. Normalment es mou en parelles o grups petits.

## Hàbitat
Habita en aiguamolls i rius, amb grans concentracions registrades de vegades en manglars; també s'ha observat al mar.

## Taxonomia
Un estudi filogenètic molecular publicat el 2009 que va comparar seqüències d'ADN mitocondrial d'ànecs, oques i cignes de la família Anatidae va trobar que el xarxet de front boterut és una espècie germana del xarxet castany (Anas castanea) originària d'Austràlia.
Anteriorment, el xarxet de front boterut i el xarxet de les Andaman (A. albogularis) estaven classificats com a A. gibberifrons seguint Sibley i Monroe (1990, 1993).